# Ђорђе Милошевић
Ђорђе Милошевић (Јагодина, 20. јун 1993) српски је кошаркаш. Игра на позицијама бека и крила.

## Успеси

### Клупски
- Игокеа:
  - Првенство Босне и Херцеговине (3): 2014/15, 2015/16, 2016/17.
  - Куп Босне и Херцеговине (5): 2015, 2016, 2017, 2018, 2019.

### Репрезентативни
- Европско првенство до 16 година:  2009.
- Европско првенство до 18 година:  2011.